# Benjamin Constant do Sul
Benjamin Constant do Sul är en kommun i Brasilien.   Den ligger i delstaten Rio Grande do Sul, i den södra delen av landet, 1 400 km söder om huvudstaden Brasília. Antalet invånare är 2 307.
I omgivningarna runt Benjamin Constant do Sul växer huvudsakligen savannskog. Runt Benjamin Constant do Sul är det ganska glesbefolkat, med 24 invånare per kvadratkilometer.